# Tulung Asahan
Tulung Asahan is een bestuurslaag in het regentschap Tanggamus van de provincie Lampung, Indonesië. Tulung Asahan telt 922 inwoners (volkstelling 2010).